# 松浦良
松浦 良（まつら ちかし）は、江戸時代後期の大名。肥前国平戸新田藩の第7代藩主。官位は従五位下・織部正。

## 略歴
平戸藩一門家臣・松浦義信（平戸藩6代藩主・松浦篤信の十男）の子として誕生。正室は松浦矩の娘。
享和3年（1803年）、先代藩主の矩が嗣子なくして死んだため、その婿養子となって跡を継いだ。文化11年（1814年）12月5日に25歳で早世した。嗣子がなく、養嗣子の晧（松浦清の四男）が跡を継いだ。

## 系譜
父母
- 松浦義信（実父）
- 松浦矩（養父）

正室
- 松浦矩の娘

養子
- 松浦晧 - 松浦清の四男